# Symfonie nr. 4 (Still)
Symfonie nr. 4 is een symfonie van William Grant Still. Hij voltooide zijn Symfonie nr. 4 "Autochtonous" in 1947.

## Geschiedenis
De componist heeft in zijn leven les gekregen van de (qua muziek) conservatieve George Chadwick en de (toen) ultramoderne Edgard Varèse. Eerder had hij lessen gevolgd bij Maurice Kessler aan het Oberlin College, een soort conservatorium; later volgde praktijklessen van onder meer Artie Shaw (jazz). Ondertussen bespeelde hij de hobo in allerlei orkesten. Van noch Chadwick noch Varèse is iets terug te vinden in deze vierde symfonie. De ondertitel Authochtonous heeft het meegekregen omdat Still een symfonie van/voor Amerikaanse bodem wilde schrijven; hij bedoelde een symfonie te schrijven over de bindende factor van alle Amerikanen. De eerste uitvoering vond vier jaar plaats na voltooiing; het Oklahoma City Orchestra concerteerde op 18 maart 1951 met dit werk onder leiding van Victor Alessandro.

## Muziek

### Delen
Het werk kent de standaard indeling van vier delen; waarbij de componist ook aangaf waar het betrekking op had:
1. Moderately: The spirti of optimism and energy; The American ability to get things done;
2. Slowly; pensive, then later in the second subject in a folky way
3. With a graceful lilt: humorous and unmistakably typical of our country and its rhythms
4. Slowly and reverently: the warmth and the spiritual side of the American peolple; their love of mankind.

Still gaf het eerste deel de typische sonatevorm mee; twee thema’s; het hoofdthema komt in het gehele werk in variatie voor. Het tweede deel begint ermee; het is het serieuze deel. Deel drie staat daar in schril contrast mee. Het is het scherzo, dat voor wat betreft de muziek aanleunt tegen de jazzsuites die destijds geschreven werden; een combinatie van jazz en klassieke muziek. Het deel vier bevat de optimistische finale. De muziek is uiterst melodieus en heeft enige gelijkenis met de filmmuziek van Amerikaanse films, waarbij de uitgestrekte lege landschappen te zien zijn.

### Orkestratie
- 3 dwarsfluiten waarvan 1 ook piccolo,2 hobo’s waarvan 1 ook althobo, 2 klarineten waarvan 1 ook basklarinet, 2 fagotten waarvan 1 ook contrafagot
- 4 hoorns, 3 trompetten, 3 trombones, 1 tuba
- pauken, 3 man/vrouw percussie waaronder glockenspiel, kleine trom, triangel, bekkens en gong, 1 harpen, celesta
- violen, altviolen, celli, contrabassen

## Discografie
- Uitgave Naxos: Fort Smith Orchestra o.l.v. John Peter; een opname uit 2009.